# やぎ座
やぎ座（）は、現代の88星座の1つで、プトレマイオスの48星座の1つ。黄道十二星座の1つで、想像上の生物である海山羊をモチーフとしている。黄道十二星座の中ではその領域が最も狭い星座で、最大の領域を持つおとめ座に比べると3分の1未満の広さしかない。

## 主な天体

### 恒星
2023年12月現在、国際天文学連合 (IAU) によって5個の恒星に固有名が認証されている。
- α2星：太陽系から約109 光年の距離にある、見かけの明るさ3.58 等、スペクトル型 G9III の黄色巨星で、4等星[9]。1.2″離れた位置に見えるα1星とは、たまたま同じ方向に見える「見かけの二重星」である。アラビア語で「仔山羊」を意味する言葉に由来する[10]「アルゲディ[11](Algedi[8])」という固有名が認証されている。
- β星：太陽系から約388 光年の距離にある3.08 等のA星[12]と約330 光年の距離にある6.10 等のB星[13]の二重星で、それぞれが分光連星である[12][13]。A星系は、スペクトル型 F8V で3.10 等のAa星とスペクトル型 A0 で4.90 等のAb星から成り、3.76±0.02 年の周期で互いに公転している[14]。B星系は、6.16 等のBa星と9.14 等のBb星から成り、538.62年の周期で互いに公転している[15]。A星系とB星系はよく似た固有運動を見せていることから、両星系の間に物理的な関係がある可能性もある[16]。Aa星には、アラビア語で「屠殺者の幸運」を意味する言葉に由来する[10]「ダビー[11](Dabih[8])」という固有名が認証されている。
- γ星：太陽系から約171 光年の距離にある、見かけの明るさ3.67 等、スペクトル型 kF0hF1VmF2 の化学特異星で、4等星[17]。分光スペクトル中にストロンチウム・クロム・ユウロピウムの吸収線が強く見られる「ストロンチウム・クローム・ユーロピウム星 (SrCrEu)」というA型特異星 (Ap) のグループに分類されている[18]が、Apに特有の強い磁場がないことから「金属線A型星 (Am星)」に分類されることもある。変光星としては回転変光星の分類の1つ「りょうけん座α2型変光星 (ACV)」に分類されており、2.78 日の周期で0.03 等の振幅で明るさを変えている[19]。A星には、アラビア語に由来する固有名だが原義不明の「ナシラ[11](Nashira[8])」という固有名が認証されている。
- δ星：太陽系から約38 光年の距離にある、見かけの明るさ2.83 等の連星系[20]。やぎ座で最も明るく見える。近くに見える15等のB星や13等のC星とは見かけの二重星の関係だが、A星自体が分光連星かつ食連星であり、1.0227688 日の周期で極大時2.81 等、第一極小時3.05 等、第二極小時2.90 等と明るさを変えている[21]。主星のAa星はAm星に分類される化学特異星であり、脈動変光星の1つ「たて座δ型変光星」であるとする説もある[22]。Aa星には、アラビア語で「ヤギの尾」を意味する言葉に由来する[10]「デネブ・アルゲディ[11](Deneb Algedi[8])」という固有名が認証されている。
- ν星：太陽系から約268 光年の距離にある、見かけの明るさ4.76 等、スペクトル型 B9IV の準巨星[23]。A星には、アラビア語で「羊」を意味する言葉に由来する[24]「アルシャト[11](Alshat[8])」という固有名が認証されている。

このほか、以下の恒星が知られている。
- α1星：太陽系から約812 光年の距離にある[25]、4.44 等の黄色超巨星[26]と8.60 等[27]の赤色巨星[26]からなる連星系。Prima Giedi という名称で呼ばれることもあった[25]。

### 星団・星雲・銀河
18世紀フランスの天文学者シャルル・メシエが編纂した『メシエカタログ』に挙げられた天体が1つ位置している。
- M30：太陽系から約2万2800 光年の距離にある球状星団[29]。1764年にメシエが発見した[30]。130億年前に形成されたとされる古い星団[31]で、「コア崩壊 (英: core collapse)」と呼ばれる過程を経て中心部への質量集中が進んでおり、星団の質量の半分は太陽からシリウスまでの距離に相当する半径8.7 光年の球形の領域に集中している[30]。一晩にメシエ天体を数多く観る試み「メシエマラソン」では最後に見逃されてしまうことが多い天体とされる[30]。
- パロマー12：太陽系から約6万3600 光年の距離にある球状星団[32]。1953年にロバート・ハリンソン（英語版）とフリッツ・ツビッキーによって発見された[32][33]。球状星団としては星の集まりが極めてまばらに広がっており、集中度は最低の「XII」とされている[33]。星団中の星をプロットした色-等級図や化学組成は、天の川銀河に属する他の球状星団の大部分より25-40％は若いことを示しており[34]、パロマー12がどこで形成されて天の川銀河に属するようになったのかという問題は研究者の議論の的となっていた[34][35]。21世紀初頭時点では、2000年に提唱された「パロマー12は天の川銀河の伴銀河の1つであるいて座矮小楕円銀河で形成された後、約17億年前に天の川銀河との潮汐相互作用によっていて座矮小楕円銀河から剥ぎ取られて天の川銀河の天体となった」とする説が有力視されている[35]。

- ハッブル宇宙望遠鏡 (HST) の広視野惑星カメラ2 (WFPC2) で撮影された球状星団M30。
- HST の掃天観測用高性能カメラ (ACS) で撮影された球状星団パロマー12。

## 流星群
やぎ座の名前を冠した流星群で、IAUの流星データセンター (IAU Meteor Data Center) で確定された流星群 (Established meteor showers) とされているものは、やぎ座α流星群 (alpha Capricornids, CAP)・10月やぎ座流星群 (October Capricornids, OCC) の2つである。やぎ座α流星群はIAU番号1番が付けられた流星群で、毎年7月31日頃に極大を迎える。極大時の天頂出現数 (zenith hourly rate, ZHR) は4と、同じ時期に極大を迎えるみずがめ座δ南流星群 (ZHR=20) に比べると少ない。10月やぎ座流星群は、毎年10月3日頃に極大を迎える。

## 由来と歴史
やぎ座の起源は、古代バビロニアのシュメールやアッカドで考えられた、ヤギの前半身と魚の後ろ半身を持つ想像上の生物「ヤギ魚（英: goat-fish、シュメール語: SUHUR MAŠ、アッカド語: suḫurmāšu）」であると考えられている。この生物の描像は非常に古く、元々シカと魚が別々に描かれていたものが混ざり合って、紀元前3千年紀の半ばから後半にかけて創作されたものと推測されている。
この「ヤギ魚」の描像がいつ頃地中海地方に伝わったのかは定かではないが、紀元前3世紀前半のマケドニアの詩人アラートスの詩篇『パイノメナ (古希: Φαινόμενα)』では既に「ヤギの角」を意味する Αἰγοκερῆος という名称で登場している。紀元前3世紀後半の天文学者エラトステネースの天文書『カタステリスモイ (古希: Καταστερισμοί)』では Αἰγoκέρωτος、帝政ローマ期のクラウディオス・プトレマイオスの天文書『ヘー・メガレー・スュンタクスィス・テース・アストロノミアース (古希: ἡ Μεγάλη Σύνταξις τῆς Ἀστρονομίας)』、いわゆる『アルマゲスト』では Αἰγόκερωςと、アラートス以降も古代ギリシア・ローマ期を通じて「ヤギの角」を意味する名称で呼ばれていた。現在使われているラテン語の学名 Capricornus も元々は「ヤギの角」を意味する言葉に由来している。
エラトステネースは、この星座のモチーフとなったのはアイギパーン (古希: Αἰγίπανι) であるとしている。このアイギパーンが牧神パーンそのものを指すのか、それともパーンに関係する別個の存在を指すのかは完全に明らかとなっていないが、おそらくはパーン自身のことであろうと解釈されている。
やぎ座に属する星の数は、エラトステネースの『カタステリスモイ』や1世紀初頭の古代ローマの著作家ガイウス・ユリウス・ヒュギーヌスの『天文詩 (羅: De Astronomica)』では24個、プトレマイオスの天文書『アルマゲスト』では28個とされた。大きく時を下った17世紀初頭の1603年にドイツの法律家ヨハン・バイエルが編纂した星図『ウラノメトリア』では、ギリシャ文字24個とラテン文字3個の符号を用いて星を示している。
1922年5月にローマで開催されたIAUの設立総会で現行の88星座が定められた際にそのうちの1つとして選定され、星座名は Capricornus、略称は Cap と正式に定められた。
南回帰線のことを英語で Tropic of Capricorn と呼ぶのは、かつてやぎ座に冬至点があった名残である。21世紀現在、地球の歳差運動によって冬至点は西隣りにあるいて座に移動している。

### 中東
オーストリアのアッシリア学者ヘルマン・フンガーとアメリカの数理天文学・古典学者のデイヴィッド・ピングリー (David Pingree) が解読した、紀元前500年頃に製作された天文に関する粘土板文書『ムル・アピン (MUL.APIN)』では、やぎ座の星は3つの太陽の通り道のうち最も南側を通る「エアの道」の最後の星座「ヤギ魚(mul SUHUR.MAS)」とされていた。また、イスラムの月宿マナージル・アル＝カマルでは、α・βの2星が第22月宿の「サアド・アッ＝ザービフ」にあたるとされた。

### 中国
ドイツ人宣教師イグナーツ・ケーグラー（戴進賢）らが編纂し、清朝乾隆帝治世の1752年に完成・奏進された星表『欽定儀象考成』では、みずがめ座の星は、二十八宿の北方玄武七宿の第二宿「牛宿」、第三宿「女宿」、第四宿「虚宿」、第六宿「室宿」に配されていたとされる。
牛宿では、β・α2・ξ・π・ο・ρ の6星が牛を飼うことを表す星官「牛」に、τ・υ・17 の3星が堰を表す星官「羅堰」に、ω・24・ψ の3星がけんびきょう座にあるみなみのうお座3番星とともに天子の田を表す星官「天田」に、それぞれ配された。女宿では、η・21・θ・30・ι・38・26・27・19・χ・φ・20・33・35・36・ζの16星が戦国時代の国を表す星官「十二国」に配された。虚宿では、μ が大声で泣くことを表す星官「哭」に、46・47・λ・50・29 の5星がみずがめ座の8星とともに天軍の砦を表す星官「天累城」に、それぞれ配された。室宿では、κ・ε・γ・δ の4星がみずがめ座とうお座の星とともに城塁を表す星官「塁壁陣」に配された。

## 神話

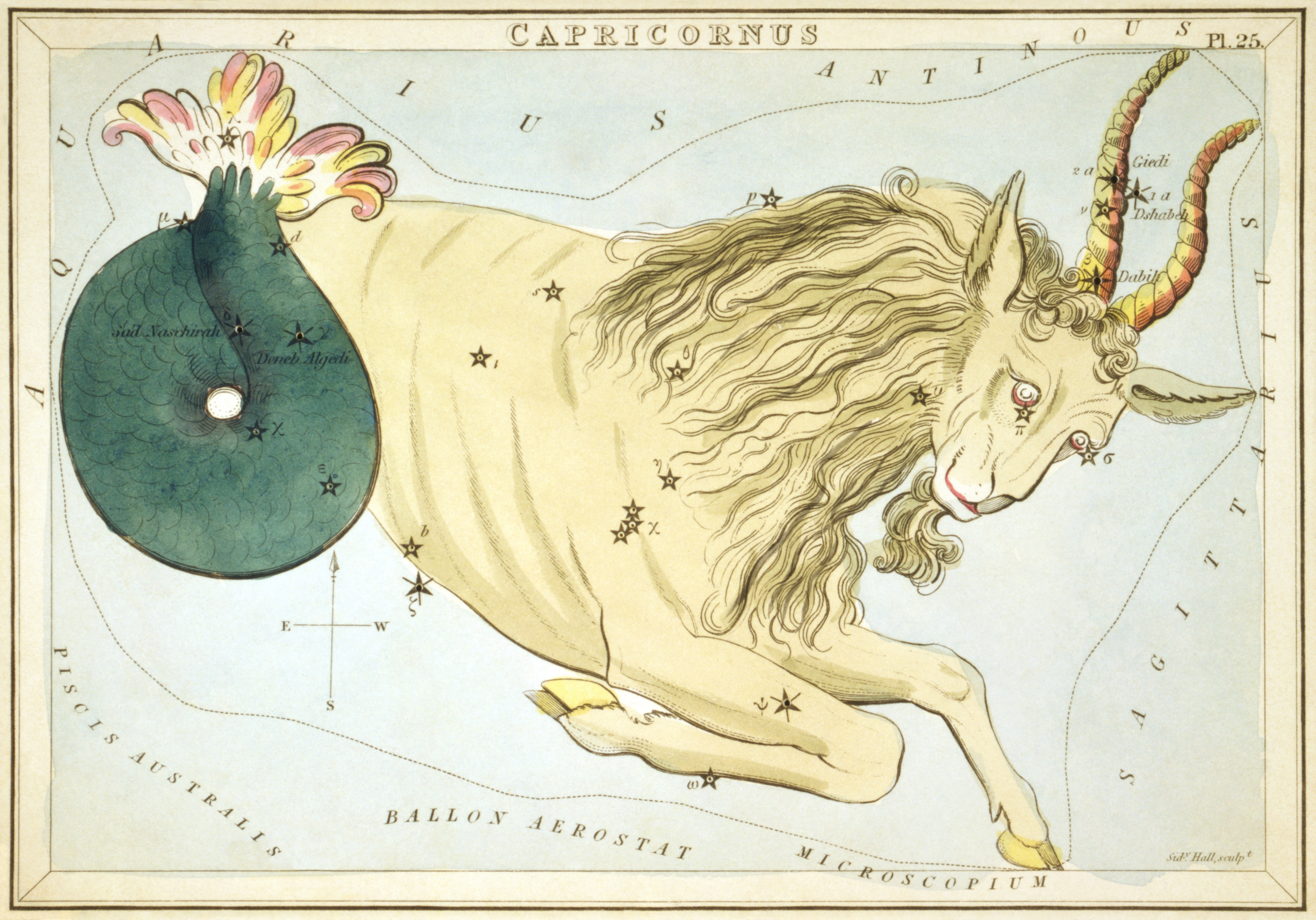
19世紀イギリスの星座カード集『ウラニアの鏡』に描かれたやぎ座

エラトステネースの『カタステリスモイ』では、古代ギリシアの伝説的詩人エピメニデスの語るところとして、この星座にまつわるアイギパーンの伝承を伝えている。アイギパーンは、獣のような下半身を持ち、角を生やしていた。大神ゼウスは、クレタ島イディ山で生まれ、そこでアイギパーンとともにヤギの乳を飲んで育ったとされ、そのことからアイギパーンは讃えられたとされる。またアイギパーンは、聴いたものにパニックを起こさせる音を発する貝殻を発見し、神々とティーターンの戦いティーターノマキアーではそれを用いてティーターンを恐慌させた。戦いに勝って権力を掌握したゼウスは、アイギパーンの功績を賞して彼と母のヤギを星々の間に置いた、とされる。アイギパーンの尻尾が魚の姿をしているのは、貝殻を海で見つけたことを示すためであるとされた。ヒュギーヌスも『天文詩』で同様の話を伝えているが、アイギパーンの後半身が魚の姿をしているのはティーターノマキアーで石の代わりに貝殻を投げつけたためであるとしている。
またヒュギーヌスは『天文詩』で、エジプトの神官や詩人が語る伝承として、テューポーンに襲撃された神々が動物に姿を変えたとする話を著し、エジプトの神々が動物の姿をしている理由を説明した。多くの神々がエジプトに集まった際に突如テューポーンが現れた。難を逃れるため、ヘルメースはトキに、アポロはワタリガラスに、アルテミスは猫に姿を変えた。そのためエジプトでは動物を神が姿を変えたものとみなし、危害を加えないのだという。パーンは川に飛び込み、下半身を魚に、上半身をヤギへと変えた。ゼウスは彼の機略を賞賛し、星座の中にパーンの姿を置いた。ヒュギーヌスは『神話集 (羅: Fabulae)』でも同様の話を伝えているが、ここではパーンの助言によって野獣に姿を変えて難を逃れた神々の希望によってパーンは星々の間に置かれることとなり、ヤギの姿に変えたことから「ヤギの角」という意味の Aigōkeros と呼ばれた、としている。

## 呼称と方言
世界で共通して使用されるラテン語の学名は Capricornus、日本語の学術用語としては「やぎ」とそれぞれ正式に定められている。現代の中国では、摩羯座と呼ばれている。
明治初期の1874年（明治7年）に文部省より出版された関藤成緒の天文書『星学捷径』で「カプリコルニュス」という読みと「磨羯宮」「山羊」という解説が紹介された。その5年後の1879年（明治12年）にノーマン・ロッキャーの著書『Elements of Astronomy』を訳して刊行された『洛氏天文学』では「山羊」と紹介されており、「磨羯」の表記は使われていない。それから30年ほど時代を下った明治後期にも「山羊」という呼称が使われていたことが、1908年（明治41年）4月に創刊された日本天文学会の会誌『天文月報』の同年7月刊行の第1巻第4号の「七月の天」と題した記事で確認できる。この名称は、1925年（大正14年）に東京天文台の編集により初版が刊行された『理科年表』でも「山羊（やぎ）」として引き継がれ、戦後までこの表記が使われ続けた。1952年（昭和27年）7月に日本天文学会が「星座名はひらがなまたはカタカナで表記する」とした際に Capricornus の日本語名は「やぎ」と定められ、以降も継続して用いられている。

### 方言
α・β の2星を「ミョウトボシ（女夫星）」と呼んでいたと推定した事例が採集されている。これは、民俗学者の内田武志が静岡県静岡市で採集した夏から秋へかけて出れゐる黄色の小さい二箇の星をミョートボシと云ふ。その間隔は一丈位もあり、これは時間の星だというインタビューから、やぎ座のα・βのペアのことと推定したものである。ただしこのほかに調査事例もなく、α-β間は「一丈」というほど離れてもいないことから、野尻抱影や北尾浩一はミョウトボシ＝やぎ座α・βであるとは断定できないとしている。